# Donje Postinje
Donje Postinje – wieś w Chorwacji, w żupanii splicko-dalmatyńskiej, w gminie Muć. W 2011 roku liczyła 78 mieszkańców.